# جبل دفان
جبل دفان أحد الجبال في مكة المكرمة، يحده جنوباً جبل المدافع ومن الشمال حي السليمانية ومن الشرق جبل عبادي ومن الغرب حي الحجون، ويعتبر مدخل الحجون المدخل الرئيسي لجبل دفان وأما المدخل الآخر فهو يقع بالقرب من أنفاق السليمانية، ويعتبر جبل دفان جزءاً من أكبر جبال مكة وهو جبل قعيقعان الذي يشمل عدة جبال منها جبل عبادي وجبل هندي وجبل المدافع وغيرها من الجبال المجاورة.
سبب تسميته بجبل دفان كان لأن موتى سكان الجبال المجاورة في السابق كانوا يدفنون موتاهم في هذا الجبل عندما كانت مكة المكرمة مليئة بقاطعي الطرق واللصوص.[بحاجة لمصدر]
ودخل هذا الجبل من ضمن الجبال التي ستتم إزالتها بسبب التوسعة العمرانية في مكة المكرمة، ويجري حالياً إزالة الجبل بصورة تدريجية.[بحاجة لمصدر]